# Stanislav Šantelj
Stanislav Šantelj, slovenski častnik, * 1966.

## Vojaška kariera
- poveljnik kontingenta SV na Combined Endeavor 2002 (2002)
- načelnik Oddelka za telekomunikacije GŠSV (2001)[2]

## Odlikovanja in priznanja
- srebrna medalja Slovenske vojske (14. maj 2001)
- bronasta medalja načelnika GŠSV (24. oktober 2011)[3]
- spominski znak Hrast